# Carlo Maria Piazza
Carlo Maria Piazza (Busto Arsizio, 21 marzo 1871 – Milano, 24 giugno 1917) è stato un ufficiale, aviatore e cavaliere italiano.
Fu uno di quei piloti che riempirono le cronache dei primi del Novecento con le loro spericolate imprese, con le quali affrettarono l'evoluzione tecnica dell'aviazione; egli favorì inoltre la nascita dell'aeronautica militare italiana.

## Biografia
Carlo Maria Piazza nasce a Busto Arsizio il 21 marzo 1871.
Prima ancora che si giungesse agli anni del pionierismo aviatorio, egli aveva dimostrato nella sua lunga carriera militare indubbie doti sportive e di coraggio. Sin dal 1895 si può dire che non vi sia stato anno durante il quale non abbia conquistato una medaglia o un diploma di onore nel corso di importanti manifestazioni e concorsi. Primeggiava nella scherma e nel tiro alla pistola, ma la sua passione vera era rappresentata dall'equitazione, alla quale dedicò interessanti studi, ottenendo un diploma d'onore a Novara nel 1896 e il primo premio con la medaglia d'oro al concorso ippico di Pesaro nel 1899.
Confermando la regola, Carlo Maria Piazza fu uno dei tanti ufficiali (in tal caso di artiglieria) che passò all'aviazione. 
Nel 1910 il Capitano Piazza era uno dei primi ufficiali della Sezione Aviazione del Battaglione Specialisti del Servizio Aeronautico.
Ufficialmente conseguì il brevetto di pilota il 30 giugno 1911 a Somma Lombardo, a cui aggiunse il successivo 1º agosto quello militare. In realtà da oltre un anno si muoveva nel campo aviatorio ed era in stretto contatto con quei costruttori e piloti che introducevano il volo in diverse località d'Italia, specie alla Malpensa.

### La notorietà
Tutti ciò valse 

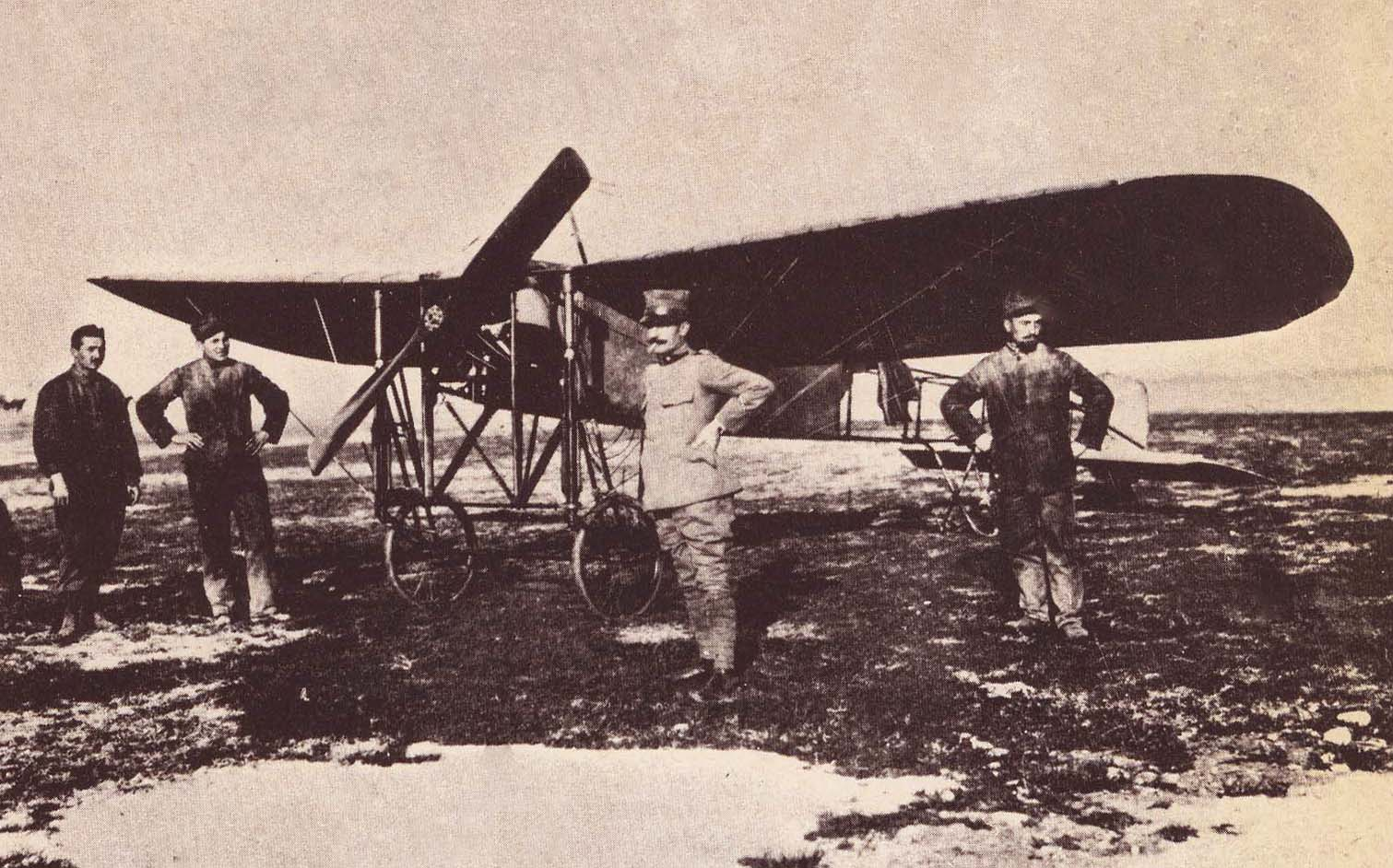
Il capitano Piazza con il Blériot usato nel volo su Tripoli 1912

Acquisisce notorietà nel 1911 quando tra il 22 ed il 29 agosto, durante le grandi manovre dell'esercito effettuate in Monferrato, per la prima volta in Italia (ci aveva preceduti la Francia) si ebbe un impiego militare dell'aviazione. Piazza, a bordo di un monoplano monoposto Blériot XI, era il comandante della flottiglia posta a disposizione del partito rosso. Nonostante il vento impetuoso e la fitta nebbia, fu dimostrato che i compiti dell'osservazione delle mosse del nemico potevano essere svolti con enorme profitto tattico.
Tutti ciò valse a lui ed a altri piloti militari l'invito a partecipare al primo circuito aereo italiano organizzato da Il Resto del Carlino sul percorso Bologna-Venezia-Bologna. Il capitano Piazza risultò primo in tutte e tre le tappe e nel computo finale, ma essendo la sua partecipazione "fuori concorso" non ottenne il premio in denaro, che invece andò ad Andrea Frey pur essendo distaccato di oltre 14 ore. A lui restarono quattro medaglie d'oro e una coppa d'argento.

### La guerra Italo-Turca
Le manovre militari risultarono quanto mai proficue poiché nel mese di settembre, a seguito della guerra Italo-Turca, si aveva la mobilitazione delle nostre squadriglie e Piazza si imbarcava da Napoli il 13 ottobre al comando della 1ª Flottiglia Aeroplani composta da sette aerei. Le operazioni cominciavano immediatamente sia a fini esplorativi che offensivi. In tale caso dagli aerei venivano gettate bombe sul nemico che avevano più che altro effetto psicologico data l'imprecisione dei lanci. Piazza si specializzò in particolare nella fotografia aerea e nella compilazione di carte topografiche.
Il 23 ottobre 1911 fu protagonista con il Blériot XI del primo volo di ricognizione della storia durante la Guerra di Libia.
L'esperienza bellica fu messa a frutto nella scuola militare di aviazione costituita nel 1912 ad Aviano e diretta dai capitani Cuzzocrea e Piazza, il quale nel contempo compiva dimostrazioni e prove anche a San Giusto, Mirafiori e Vizzola Ticino. Qui entrava in contatto con i fratelli Caproni, stabilendo una lunga e sincera amicizia.
Era il tempo in cui si svolgeva in tutto il Paese la sottoscrizione “pro flotta aerea” allo scopo di donare all'esercito italiano alcune decine di aerei, e Piazza si scoprì caloroso conferenziere. Parlò a Milano, Torino, Bologna, Brescia, Venezia e in molti altri luoghi richiamando con la sua fama un folto pubblico. Inoltre la sua competenza tecnica gli fece svolgere un ruolo di primo piano durante il primo concorso militare d'aeroplani tenutosi a Mirafiori nel 1913. Per questo insieme di attività la monarchia gli concesse diversi riconoscimenti tra cui il titolo di cavaliere dell'ordine della corona.

### Il primo atterraggio in alta montagna
Ma veniamo alla più famosa avventura di Carlo Maria Piazza. Nel pomeriggio del 20 ottobre 1913 s'innalzava da Mirafiori verso la valle di Susa e raggiunta quota 3200 metri puntava sul Moncenisio, atterrando con volo librato su una breve spianata a circa 2.000 metri di altitudine. Era il primo atterraggio in alta montagna e per riuscirci aveva dovuto superare notevoli difficoltà ambientali, tra cui un breve svenimento ad alta quota e violenti "risucchi d'aria".

### Il cerchio della morte
Nel suo vasto curriculum non mancano le esperienze acrobatiche, tra cui il tanto famoso e per i tempi ardito cerchio della morte eseguito per la prima volta in Francia da Alfonso Pègoud il 3 settembre 1913. Quarto tra gli italiani anche Piazza volle cimentarsi, pur avendo più volte parere contrario contro questi esercizi. Ma nel marzo del 1914 andò in Francia e a Buc ebbe il cosciente coraggio di tirare decisamente a sé la leva per l'impennaggio dell'apparecchio per eseguire il cerchio della morte. Per farlo si era preso una licenza, così la forma era salva.

### Le femministe
Nel gennaio 1913 a Vizzola Ticino la signorina Rosina Ferrario ottenne, prima donna in Italia, il brevetto di pilota. Saputolo, il nostro le scrisse: "Tutte le mie più vive congratulazioni signorina, ma preferirei saperla più mamma che aviatrice". È immaginabile la reazione delle femministe: la Ferrario ottenne per sé e per la sua causa un "vero plebiscito di simpatie", tanto che la Società Allievi Piloti di Milano le offri un grande banchetto all'albergo del Parco a mo' di riparazione. La carriera aviatoria della Ferrario fu contrassegnata da molti successi.

### La Prima guerra mondiale
Dopo un ulteriore periodo come ufficiale addestratore alla Malpensa nel 1914 (ricordiamo tra l'altro una pubblica conferenza al teatro Condominio di Gallarate) e alcune polemiche sulla stampa a favore dell'arma aeronautica, Piazza fu assorbito totalmente dal primo conflitto mondiale sia come pilota che come organizzatore.
Il suo prezioso apporto gli valse la promozione a Colonnello per merito speciali di guerra. A tale proposito, nella lettera di congratulazioni inviatagli da Gianni Caproni, era definito come un "valoroso pilota degli aeroplani italiani che tanto si distinsero per le audaci manovre nel campo della guerra".
Per le sue imprese nel corso di questo conflitto, Carlo Maria Piazza ottenne nel 1915 la Medaglia d'argento al valor militare e nel 1917 accanto ad un'altra Medaglia d'argento la croce di guerra francese con le palme. Nello stesso anno una malattia contratta al fronte lo condusse alla morte, per la precisione in data 24 giugno a Milano. Il suo corpo fu sepolto con gli onori militari nel cimitero di Viggiù.

## Riconoscimenti
Domenica 19 giugno 1921, a Torino, il campo militare di aviazione di Mirafiori fu battezzato col nome del colonnello Carlo Maria Piazza, nato a Busto Arsizio il 21 marzo 1871. Nel corso della toccante cerimonia fu detto che questo ardimentoso ufficiale che aveva "dedicato tutto se stesso all'aviazione, quando era ancora nel periodo iniziale in cui volare era ritenuto fatale ed inutile temerarietà".